# Omicidio di Saverio Saltarelli

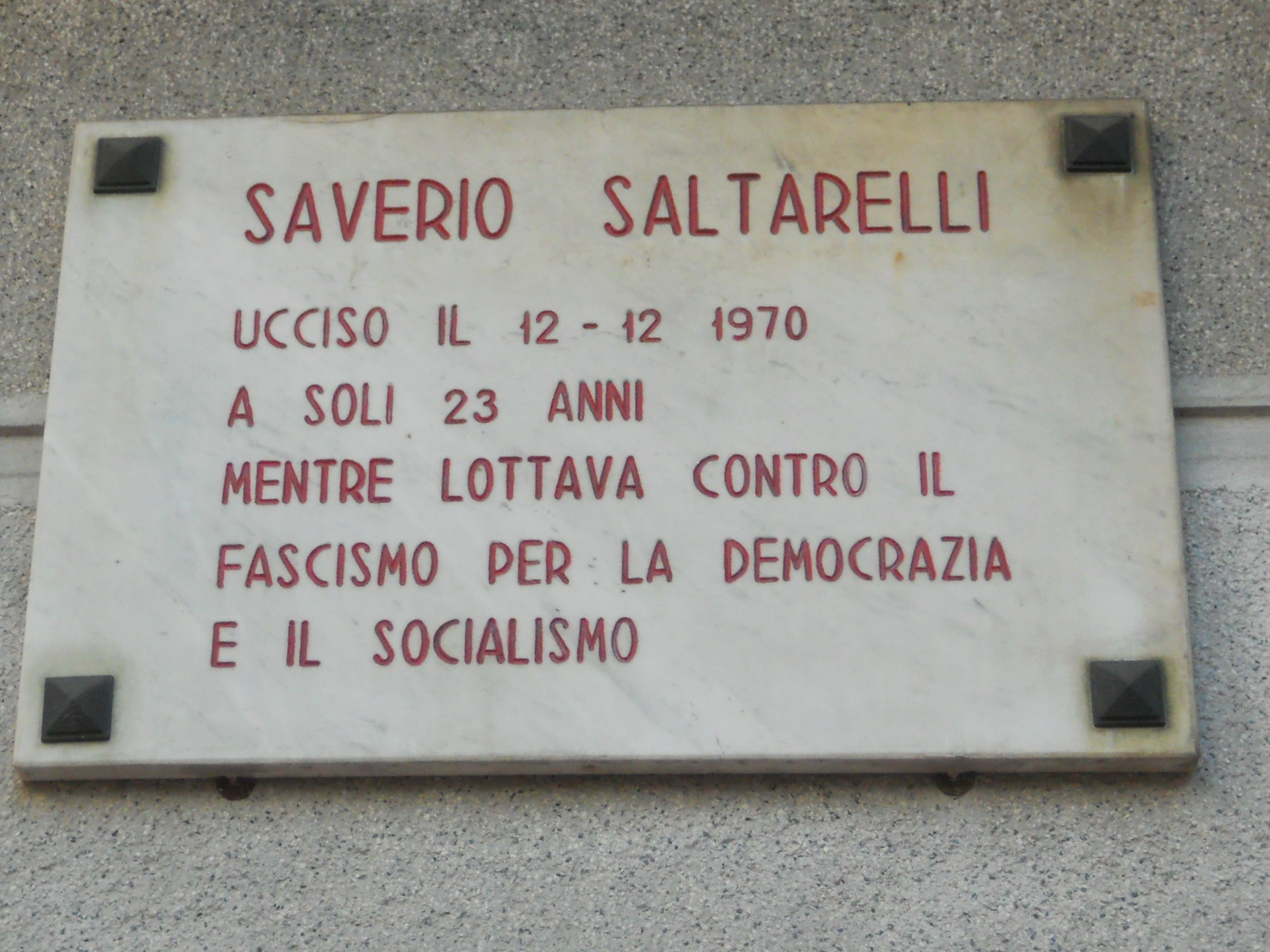
Targa sul luogo dell'uccisione di Saverio Saltarelli

L'omicidio di Saverio Saltarelli venne commesso a Milano il 12 dicembre 1970 quando durante gli scontri di piazza un manifestante italiano, militante comunista internazionalista, rimase ucciso perché colpito da un candelotto lacrimogeno sparato ad altezza d'uomo.

## Storia
Saverio Saltarelli era nato a Pescasseroli da una famiglia di pastori e si trasferì poi giovanissimo a Milano, frequentando il liceo e poi l'università, alternando studio (frequentava il terzo anno di giurisprudenza alla Statale di Milano) e lavoro.
Venne ucciso nel 1970 all'età di 23 anni in via Larga, nei pressi della Statale, durante la manifestazione indetta dagli anarchici e appoggiata dal gruppo di Rivoluzione Comunista, colpito al petto da una bomba lacrimogena sparata dai Carabinieri ad altezza uomo.

## Influenza culturale
- Dario Fo e Paolo Ciarchi musicarono il fatto con una canzone, cantata tra gli altri da Pino Masi. Citato anche da Virgilio Savona nella canzone Nella testa di Nicola, tratto dall'album È lunga la strada.
- Saltarelli è anche citato esplicitamente nella canzone popolare del Movimento Studentesco Katanga, riferita al gruppo omonimo che si occupava del servizio d'ordine e spesso si scontrava con forze dell'ordine e gruppi neofascisti.